# Henrietta Street

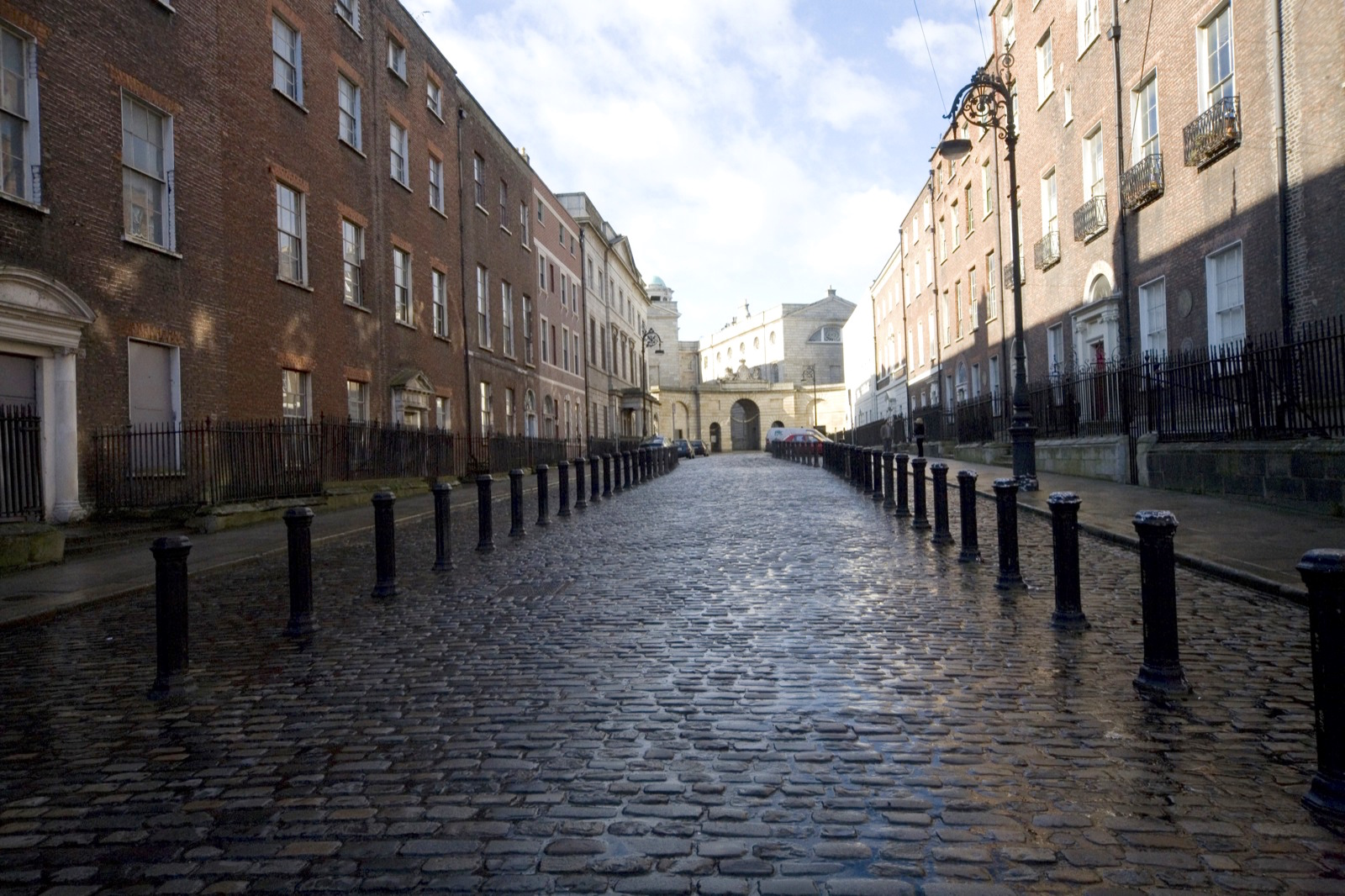
Henrietta Street

Henrietta Street is een oude straat in het noorden van de Ierse hoofdstad Dublin. De straat dateert uit 1720 en werd aangelegd door Luke Gardiner. Het was in die tijd een rijke buurt waar de elite van Dublin woonde, waaronder Luke Gardiner zelf. Tegenwoordig wordt de straat gerestaureerd, omdat de mooie oude huizen aan het vervallen zijn.